# 房茂宏
房茂宏（1963年—），中華民國陸軍退役中將，為陸軍軍官學校專科班第五期機械工程科系出身的最高階將領，也是2016年晉升將領中的最年輕中將，
曾任國防部常務次長，陸軍副司令、國防部軍備局局長、陸軍後勤部指揮官、陸軍司令部副參謀長、聯勤司令部參謀長、前國防部長高華柱辦公室主任、聯勤司令部四支部指揮官、前聯勤總司令楊德智上將侍從官等軍職。

## 陸軍官校專科班生涯
房茂宏於1982年5月5日入學陸軍官校專科五期，選讀電機械工程科系，於1984年11月2日畢業，任官少尉且獲授二專文憑，畢業校友1,357人，分發步兵、砲兵、裝甲兵、海軍陸戰隊等兵科服役六年，除少數留營者，多於1990年11月2日退伍。房茂宏續簽服役，年輕時都在裝甲部隊歷練，也曾在陸軍裝甲兵訓練指揮部任職，因學經歷完備，是期上首位升任將領者，該期的將領除房氏之外，還有陸軍航空特戰指揮部中將指揮官何啟鎮，與陸軍金門防衛指揮部副指揮官古勝文少將等3員，他也是陸官專科五期出身的最高階將領。   

## 軍旅
房茂宏於2009年7月1日擔任聯勤第四地區支援指揮部指揮官，在南部八八水災救災時負責後勤工作，深受當時的陸軍第八軍團指揮部指揮官嚴德發信任，於2010年1月晉升少將。於2011年8月1日接任高華柱國防部長室主任，2012年2月29日升任國防部聯合後勤司令部的末任參謀長，在2012年12月28日隨該部併編於陸軍後勤指揮部擔任副指揮官，復於2014年11月1日擔任陸軍司令部副參謀長，2015年8月1日升任陸軍後勤指揮部指揮官，於2016年1月1日晉升陸軍中將，2018年7月1日接任國防部軍備局局長。

## 荣誉
- 獲頒有陸軍官校專科五期同學會「專五期之光」獎項。

### 中华民国勋章奖章
- 獎章-三軍通用獎章為「陸海空軍甲種二等獎章」1座、「光華甲種二等獎章」1座、「干城甲種一等獎章」1座，與陸軍獎章有「陸光獎章」2座、「金甌獎章」2座、「弼亮獎章」2座、「景風獎章」3座、「寶星獎章」4座等16座。
- 四等宝鼎勋章（2020年12月8日于台北颁授[16]）
- 三等云麾勋章（2021年11月1日于台北博爱营区颁授[17]）
- 三等宝鼎勋章（2023年9月25日于台北颁授[18]）